# Reda Aleliūnaitė-Jankovska
Reda Aleliūnaitė-Jankovska (ur. 24 stycznia 1973, w Kownie) – litewska koszykarka, grająca na pozycji centra. Większość kariery spędziła na polskich parkietach, jednak grała także za granicą.
Z powodzeniem występowała też w reprezentacji Litwy z którą zanotowała największy sukces jakim było zdobycie złotego medalu Mistrzostw Europy w 1997. Koszykarka posiada polskie obywatelstwo.

## Przebieg kariery
- do 1995 Laisve Kowno  Litwa
- 1995–97 AZS Poznań  Polska
- 1998–1999 Galatasaray SK  Turcja
- 1999–2000 ŁKS Łódź  Polska
- 2002–2009 AZS Poznań  Polska

## Sukcesy
- złoty medal ME z Litwą w 1997

## Odznaczenia
- Krzyż Kawalerski Orderu Wielkiego Księcia Giedymina – 1997[1]